# Полонецкий, Соломон Давидович
Соломон Давидович Полоне́цкий (8 марта 1922 – 31 декабря 1975, Воронеж) – советский педагог, учёный в области теории и конструирования сельскохозяйственных машин. Кандидат технических наук (1955), доцент (1957), заведующий кафедрой сельскохозяйственных машин (1960-1975), декан факультета механизации (1962-1971) Воронежского СХИ. Заслуженный механизатор РСФСР. Член ВКП(б) с 1943 г.

## Биография
Родился в семье медицинских работников, занимавшихся стоматологией. В 1939 году с отличием закончил Пятую среднюю школу города Воронежа и поступил в Воронежский СХИ на факультет механизации сельского хозяйства. В сентябре 1941 года добровольцем ушёл на фронт. С сентября 1941 по март 1942 года служил в запасном лыжном полку, затем до июня 1942 года воевал на Северо-Западном фронте в составе 1272 стрелкового полка. С июня до ноября 1942 года находился в Ярославле на лечении в госпитале. Вернулся в состав войск Северо-Западного фронта. Весь период военной службы исполнял обязанности заместителя политрука роты. С февраля по июль 1943 г. — в составе 282 Стрелкового полка 175 Стрелковой дивизии на Центральном фронте — старшина роты. Участвовал в битве на Курской дуге. Был тяжело ранен, лишился ноги. С июля 1943 по август 1944 г. находился на лечении во Владивостоке.
В августе 1944 г. вернулся в Воронежский СХИ. С декабря 1944 по сентябрь 1946 г. работал секретарём комитета комсомола института. С октября 1946 г. продолжил обучение в институте. Весь дальнейший трудовой путь связан с Воронежским СХИ: аспирант, ассистент (1949—1954), старший преподаватель (1954—1956), доцент (1956—1975), заведующий кафедрой сельхозмашин (1960—1975). Под руководством С.Д. Полонецкого было существенно улучшено оснащение и условия работы факультета механизации сельского хозяйства ВСХИ, в 1965 году для факультета построен отдельный благоустроенный корпус.
Опубликовано 46 научных работ, подготовлено 20 кандидатов наук, завершена докторская диссертация, получено 13 авторских свидетельств (высевающий аппарат для гнездового посева семян древесных пород, аппарат для квадратно-гнездового посева пропашных культур, аппарат для высева калиброванных семян и др.)
Активно пропагандировал научно-технические знания, много лет был редактором журнала Воронежского телевидения «Сельский механизатор».

## Награды
Боевые  и трудовые заслуги Полонецкого С.Д. отмечены орденом Отечественной войны, двумя орденами «Знак Почёта», медалями  «За отвагу»,  «За трудовую доблесть», «За победу над Германией в Великой Отечественной войне 1941—1945 гг.», «За доблестный труд в Великой Отечественной войне 1941—1945 гг.», «За доблестный труд в ознаменование 100-летия со дня рождения В.И. Ленина», юбилейными медалями. За вклад в науку, большую практическую помощь сельскому хозяйству он награждён четырьмя медалями Всесоюзной сельскохозяйственной выставки и двумя медалями ВДНХ (бронзовая и малая серебряная), грамотами областных организаций, значком Министерства сельского хозяйства СССР «Отличник социалистического сельского хозяйства»
.

## Научные труды
- Полонецкий С.Д. и др. Приспособление для квадратно-гнездового посева кукурузы и сахарной свёклы // Рационализаторы сельского хозяйства. Сборник статей. — Воронеж: Воронежское книжное издательство, 1956.

- Полонецкий С.Д. и др. К вопросу о типе сеялок для квадратно-гнездового посева кукурузы и других  пропашных культур // Культура кукурузы в СССР. Сборник докладов. — М.: «Советская наука», 1957.

- Полонецкий С.Д. и др. Комплексная механизация возделывания и уборки кукурузы. — М.: Профтехиздат, 1962.

- Полонецкий С.Д. и др. Сельскохозяйственные машины. Учебное пособие. — М.: Изд. сельскохозяйственной литературы, 1963.
- Полонецкий С.Д. и др. Исследование закономерностей распределения удобрений центробежным диском с применением физического моделирования сектора рассева // Материалы научно-технического совета ВИСХОМ. — М., 1969.

- Статьи в журналах «Техника в сельском хозяйстве», «Механизация и электрификация социалистического сельского хозяйства», «Сахарная свёкла» по конструкциям высевающих аппаратов (1968-1975 гг.).